# The Sound of Johnny Cash
The Sound of Johnny Cash è l'ottavo album in studio del cantante country Johnny Cash ed il suo ottavo ad essere pubblicato dalla Columbia Records, nel 1962.
Tra le canzoni spiccano le "cover" dei classici In the Jailhouse Now di Jimmie Rodgers, che raggiunse il no. 8 nella classifica Country, e In Them Old Cottonfields Back Home di Leadbelly, autore anche della famosa Rock Island Line, pubblicata da Cash in Johnny Cash with His Hot and Blue Guitar.
Nell'album è presente anche la cover di un altro classico del country, Delia's Gone, che narra di un uomo preso dai rimorsi e dal pentimento durante la detenzione e i lavori forzati, causati dall'aver ucciso la sua futura moglie. Il pezzo sarà registrato nuovamente da Cash nel 1994 e sarà pubblicato nell'album American Recordings, divenendo uno dei pezzi più popolari del suo ultimo periodo artistico. Anche il decimo brano I'm Free from the Chain Gang Now comparirà anni più tardi, nel 2006, nell'album di Cash American V: a Hundred Highways.

## Tracce
1. Lost in Desert - 2:01 - (Frazier, Mize)
2. Accidentally on Purpose - 1:56 - (Edwards, Jones)
3. In the Jailhouse Now - 2:23 - (Jimmie Rodgers)
4. Mr. Lonesome - 2:18 - (Glaser)
5. You Won't Have Far to Go - 1:50 - (Glaser)
6. In Them Old Cottonfields Back Home - 2:34 - (Leadbelly)
7. Delia's Gone - 2:01 - (Silbersdorf, Toops)
8. I Forgot More Than You'll Ever Know - 2:27 - (Null)
9. You Remembered Me - 2:05 - (Johnny Cash)
10. I'm Free from the Chain Gang Now - 1:51 - (Herscher, Klein)
11. Let Me Down Easy - 1:46 - (Tompall Glaser, Jim Glaser)
12. Sing It Pretty, Sue - 2:00 - (Johnny Cash)

## Musicisti
- Johnny Cash - Voce
- Luther Perkins - Chitarra
- Ray Edenton - Chitarra
- Don Helms - Steel Guitar
- Marshall Grant - Basso
- Buddy Harman - Percussioni
- Floyd Cramer - Piano

### Altri collaboratori
- Don Law - Produttore
- Frank Jones - Produttore